# Nell Hall Hopman
Pour les articles homonymes, voir Hall et Hopman.
Eleanor « Nell » Mary Hall, épouse Hopman, née le 19 mars 1909 à Sydney – décédée le 10 janvier 1968 à Hawthorn, est une joueuse de tennis australienne, l'une des toutes meilleures de son pays de 1930 jusqu'au début des années 1960.

## Biographie
Épouse de Harry Hopman (capitaine multi-titré en Coupe Davis), elle a gagné quatre trophées en double mixte à ses côtés aux Championnats d'Australie (1930, 1936, 1937 et 1939). En simple dames, elle y a aussi atteint deux fois la finale (1939 et 1947).
Nell Hopman a participé à cinquante-huit tournois du Grand Chelem en simple pendant sa carrière, le dernier en 1966 à Roland-Garros, à l'âge de cinquante-sept ans (défaite au 1er tour).
De 1952 à 1954, elle a été payée par l'USTA pour chaperonner Maureen Connolly pendant ses déplacements, arrangeant la participation de la jeune prodige en 1953 aux Championnats d'Australie – et lui permettant ainsi de réussir le 1er Grand Chelem féminin de l'histoire du tennis. C'est d'ailleurs aux côtés de sa jeune protégée qu'elle décroche l'édition 1954 des Internationaux de France, en double dames, face au duo français Galtier-Schmitt.
En 1962, c'est elle qui, avec l'Américaine Mary Hardwick Hare, a convaincu la Fédération internationale de tennis d'organiser et de financer la Coupe de la Fédération (future Fed Cup), équivalent féminin de la Coupe Davis ; dès l'année suivante, en tant que capitaine, elle accompagne l'équipe australienne jusqu'en finale de la 1re édition (défaite contre les États-Unis).
Nell Hopman est décédée en 1968 des suites d'une tumeur au cerveau.

## Palmarès (partiel)

### Finales en simple dames
| No | Date       | Nom et lieu du tournoi              | Catégorie | Surface      | Vainqueure           | Score    |          |
| -- | ---------- | ----------------------------------- | --------- | ------------ | -------------------- | -------- | -------- |
| 1  | 20-01-1939 | Australian Championships, Melbourne | G. Chelem | Gazon (ext.) | Emily Hood Westacott | 6-1, 6-2 | Parcours |
| 2  | 18-01-1947 | Australian Championships, Sydney    | G. Chelem | Gazon (ext.) | Nancye Wynne Bolton  | 6-3, 6-2 | Parcours |

### Titres en double dames
| No | Date       | Nom et lieu du tournoi               | Catégorie | Surface      | Partenaire       | Finalistes                    | Score         |          |
| -- | ---------- | ------------------------------------ | --------- | ------------ | ---------------- | ----------------------------- | ------------- | -------- |
| 1  | 17-09-1953 | Pacific Coast Championships Berkeley |           | Dur (ext.)   | Maureen Connolly | Dorothy Bundy Margaret Jessee | 6-3, 9-7      | Parcours |
| 2  | 17-05-1954 | Internationaux de France Paris       | G. Chelem | Terre (ext.) | Maureen Connolly | Maud Galtier Suzanne Schmitt  | 7-5, 4-6, 6-0 | Parcours |

### Finales en double dames
| No | Date       | Nom et lieu du tournoi                | Catégorie | Surface      | Vainqueures                     | Partenaire           | Score         |          |
| -- | ---------- | ------------------------------------- | --------- | ------------ | ------------------------------- | -------------------- | ------------- | -------- |
| 1  | 05-01-1935 | Australian Championships Melbourne    | G. Chelem | Gazon (ext.) | Evelyn Dearman Nancy Lyle       | Louise Bickerton     | 6-3, 6-4      | Parcours |
| 2  | 22-01-1937 | Australian Championships Sydney       | G. Chelem | Gazon (ext.) | Thelma Coyne Nancye Wynne       | Emily Hood Westacott | 6-2, 6-2      | Parcours |
| 3  | 08-10-1938 | Pacific Coast Championships Berkeley  |           | Terre (ext.) | Nancye Wynne Thelma Coyne       | Dorothy Stevenson    | 8-6, 6-8, 6-2 | Parcours |
| 4  | 21-01-1955 | Australian Championships Adélaïde     | G. Chelem | Gazon (ext.) | Mary Bevis Hawton Beryl Penrose | Gwen Thiele          | 7-5, 6-1      | Parcours |
| 5  | 10-04-1961 | Trophée Raquette d'Or Aix-en-Provence |           | Terre (ext.) | Margaret Smith Lesley Turner    | Robyn Ebbern         | 6-2, 6-1      | Parcours |

### Titres en double mixte
| No | Date       | Nom et lieu du tournoi             | Catégorie | Surface      | Partenaire   | Finalistes                          | Score          |          |
| -- | ---------- | ---------------------------------- | --------- | ------------ | ------------ | ----------------------------------- | -------------- | -------- |
| 1  | 18-01-1930 | Australian Championships Melbourne | G. Chelem | Gazon (ext.) | Harry Hopman | Marjorie Cox Crawford Jack Crawford | 11-9, 3-6, 6-3 | Parcours |
| 2  | 20-01-1936 | Australian Championships Adélaïde  | G. Chelem | Gazon (ext.) | Harry Hopman | May Blick Abe Kay                   | 6-2, 6-0       | Parcours |
| 3  | 22-01-1937 | Australian Championships Sydney    | G. Chelem | Gazon (ext.) | Harry Hopman | Dorothy Stevenson Donald Turnbull   | 3-6, 6-3, 6-2  | Parcours |
| 4  | 20-01-1939 | Australian Championships Melbourne | G. Chelem | Gazon (ext.) | Harry Hopman | Margaret Wilson John Bromwich       | 6-8, 6-2, 6-3  | Parcours |

### Finales en double mixte
| No | Date       | Nom et lieu du tournoi                  | Catégorie | Surface      | Vainqueures               | Partenaire   | Score            |          |
| -- | ---------- | --------------------------------------- | --------- | ------------ | ------------------------- | ------------ | ---------------- | -------- |
| 1  | 24-06-1935 | The Championships Wimbledon             | G. Chelem | Gazon (ext.) | Dorothy Round Fred Perry  | Harry Hopman | 7-5, 4-6, 6-2    | Parcours |
| 2  | 19-01-1940 | Australian Championships Sydney         | G. Chelem | Gazon (ext.) | Nancye Wynne Colin Long   | Harry Hopman | 7-5, 2-6, 6-4    | Parcours |
| 3  | 02-01-1956 | South Australian Championships Adélaïde |           | Gazon (ext.) | Marie Martin Neale Fraser | Anthony Ryan | Finale non jouée | Parcours |

## Parcours en Grand Chelem (partiel)
Si l’expression « Grand Chelem » désigne classiquement les quatre tournois les plus importants de l’histoire du tennis, elle n'est utilisée pour la première fois qu'en 1933, et n'acquiert la plénitude de son sens que peu à peu à partir des années 1950.

### En simple dames
| Année | Championnat d'Australie | Championnat d'Australie | Internationaux de France | Internationaux de France | Wimbledon       | Wimbledon        | US National     | US National     |
| ----- | ----------------------- | ----------------------- | ------------------------ | ------------------------ | --------------- | ---------------- | --------------- | --------------- |
| 1930  | 1er tour (1/16)         | Emily Hood              | -                        | -                        | -               | -                | -               | -               |
| 1931  | 1er tour (1/16)         | Louise Bickerton        | -                        | -                        | -               | -                | -               | -               |
| 1933  | 1/4 de finale           | Coral Buttsworth        | -                        | -                        | -               | -                | -               | -               |
| 1934  | 1/4 de finale           | M. Molesworth           | 1er tour (1/32)          | S. Pannetier             | 3e tour (1/16)  | Simonne Mathieu  | -               | -               |
| 1935  | 1/2 finale              | Nancy Lyle              | 2e tour (1/16)           | Hilde Sperling           | 2e tour (1/32)  | Eileen Bennett   | -               | -               |
| 1936  | 1/4 de finale           | Nancye Wynne            | -                        | -                        | -               | -                | -               | -               |
| 1937  | 2e tour (1/8)           | Margaret Wilson         | -                        | -                        | -               | -                | -               | -               |
| 1938  | 1/2 finale              | Dorothy Bundy           | 3e tour (1/8)            | Nelly Adamson            | 2e tour (1/32)  | Helen Wills      | -               | -               |
| 1939  | Finale                  | Emily Hood              | -                        | -                        | -               | -                | -               | -               |
| 1940  | 1/2 finale              | Thelma Coyne            | -                        | -                        | -               | -                | -               | -               |
| 1946  | 1/4 de finale           | Marie Toomey            | -                        | -                        | -               | -                | -               | -               |
| 1947  | Finale                  | Nancye Wynne            | -                        | -                        | 4e tour (1/8)   | Kay Stammers     | -               | -               |
| 1948  | 1/4 de finale           | Mary Bevis              | -                        | -                        | -               | -                | -               | -               |
| 1949  | 2e tour (1/8)           | Sadie Berryman          | -                        | -                        | -               | -                | -               | -               |
| 1950  | 1/4 de finale           | Doris Hart              | -                        | -                        | -               | -                | -               | -               |
| 1951  | 1/4 de finale           | Thelma Coyne            | -                        | -                        | -               | -                | -               | -               |
| 1952  | 2e tour (1/8)           | Mary Schultz            | 1er tour (1/32)          | M. Brunnarius            | 3e tour (1/16)  | P. Dawson-Scott  | -               | -               |
| 1953  | 1/4 de finale           | Mary Bevis              | 1er tour (1/32)          | Ginette Bucaille         | 3e tour (1/16)  | Nelly Adamson    | -               | -               |
| 1954  | 1/4 de finale           | Thelma Coyne            | 1er tour (1/32)          | Andrée Varin             | 1er tour (1/64) | June Fitzpatrick | -               | -               |
| 1955  | 1/4 de finale           | Jenny Staley            | 2e tour (1/16)           | Ginette Bucaille         | 2e tour (1/32)  | Doris Hart       | -               | -               |
| 1956  | 2e tour (1/8)           | Loris Nichols           | 1er tour (1/32)          | Bärbel Ahlert            | 2e tour (1/32)  | Zsuzsa Körmöczy  | 1er tour (1/32) | Althea Gibson   |
| 1957  | 2e tour (1/8)           | Lorraine Coghlan        | -                        | -                        | -               | -                | -               | -               |
| 1958  | 1er tour (1/16)         | Margaret Hellyer        | -                        | -                        | -               | -                | -               | -               |
| 1959  | 2e tour (1/8)           | Mary Bevis              | -                        | -                        | 2e tour (1/32)  | Norma Marsh      | 2e tour (1/16)  | Dorothy Knode   |
| 1960  | 1er tour (1/16)         | Jill Blackman           | -                        | -                        | -               | -                | -               | -               |
| 1961  | 2e tour (1/16)          | Kaye Dening             | 1er tour (1/64)          | Monique Salfati          | 1er tour (1/64) | R. Deloford      | -               | -               |
| 1962  | 2e tour (1/16)          | Jill Blackman           | 2e tour (1/32)           | Elizabeth Terry          | -               | -                | 2e tour (1/32)  | Carole Caldwell |
| 1966  | -                       | -                       | 1er tour (1/64)          | Laura Rossouw            | -               | -                | -               | -               |

À droite du résultat, l’ultime adversaire.

### En double dames
| Année | Championnat d'Australie     | Championnat d'Australie     | Internationaux de France      | Internationaux de France   | Wimbledon                    | Wimbledon                  | US National                   | US National             |
| ----- | --------------------------- | --------------------------- | ----------------------------- | -------------------------- | ---------------------------- | -------------------------- | ----------------------------- | ----------------------- |
| 1930  | 1er tour (1/8) G. Bond      | F. Hoddle Gladys Toyne      | -                             | -                          | -                            | -                          | -                             | -                       |
| 1931  | 2e tour (1/8) C. Buttsworth | Marjorie Cox Sylvia Lance   | -                             | -                          | -                            | -                          | -                             | -                       |
| 1933  | 1/4 de finale F. Hoddle     | M. Molesworth Emily Hood    | -                             | -                          | -                            | -                          | -                             | -                       |
| 1934  | 1/2 finale L. Bickerton     | Joan Hartigan U. Valkenburg | -                             | -                          | 3e tour (1/8) Phyllis Carr   | Mary Heeley Dorothy Round  | -                             | -                       |
| 1935  | Finale L. Bickerton         | E. Dearman Nancy Lyle       | 1/4 de finale Nelly Adamson   | M. Scriven Kay Stammers    | 1/4 de finale Joan Hartigan  | Doris Metaxa Josane Sigart | -                             | -                       |
| 1936  | 1/2 finale Joan Hartigan    | May Blick K. Woodward       | -                             | -                          | -                            | -                          | -                             | -                       |
| 1937  | Finale Emily Hood           | Thelma Coyne Nancye Wynne   | -                             | -                          | -                            | -                          | -                             | -                       |
| 1938  | 1/4 de finale D. Stevenson  | M. Hardcastle G. O'Halloran | 1/4 de finale D. Stevenson    | J. Horner S. Iribarne      | 3e tour (1/8) D. Stevenson   | S. Mathieu Billie Yorke    | -                             | -                       |
| 1939  | 1/2 finale D. Stevenson     | M. Hardcastle Emily Hood    | -                             | -                          | -                            | -                          | -                             | -                       |
| 1940  | 1/4 de finale M. Hardcastle | R. Rees K. Woodward         | -                             | -                          | -                            | -                          | -                             | -                       |
| 1946  | 1/2 finale D. Whittaker     | Mary Bevis Joyce Fitch      | -                             | -                          | -                            | -                          | -                             | -                       |
| 1947  | 1/2 finale C. Coate         | Mary Bevis Joyce Fitch      | -                             | -                          | 1/4 de finale Nancye Wynne   | W. Lincoln Kay Stammers    | -                             | -                       |
| 1948  | 1/2 finale J. McDermott     | Nancye Wynne Thelma Coyne   | -                             | -                          | -                            | -                          | -                             | -                       |
| 1949  | 1/2 finale D. Whittaker     | Doris Hart Marie Toomey     | -                             | -                          | -                            | -                          | -                             | -                       |
| 1950  | 1/2 finale Esme Ashford     | Louise Brough Doris Hart    | -                             | -                          | -                            | -                          | -                             | -                       |
| 1951  | 1/2 finale Beryl Penrose    | Joyce Fitch Mary Bevis      | -                             | -                          | -                            | -                          | -                             | -                       |
| 1952  | 1/2 finale Beryl Penrose    | A. Burton Mary Bevis        | 1er tour (1/16) Beryl Penrose | J. Boutin S. Pannetier     | 3e tour (1/8) M. Madden      | Shirley Fry Doris Hart     | -                             | -                       |
| 1953  | 1/4 de finale Jenny Staley  | M. Connolly Julia Sampson   | 2e tour (1/8) Erika Obst      | Maud Galtier S. Schmitt    | 3e tour (1/8) W. Lincoln     | M. Connolly Julia Sampson  | -                             | -                       |
| 1954  | 1/4 de finale Norma Ellis   | Mary Bevis Beryl Penrose    | Victoire M. Connolly          | Maud Galtier S. Schmitt    | 1er tour (1/32) Freda James  | B. Venter Pat Ward         | -                             | -                       |
| 1955  | Finale Gwen Thiele          | Mary Bevis Beryl Penrose    | 1/4 de finale Dorothy Knode   | Beverly Baker Darlene Hard | 3e tour (1/8) Dorothy Knode  | Beverly Baker Darlene Hard | -                             | -                       |
| 1956  | 1/2 finale Gwen Thiele      | Mary Carter Beryl Penrose   | 2e tour (1/8) Z. Körmöczy     | Darlene Hard Dorothy Knode | 2e tour (1/16) Heather Segal | Dorothy Knode C. Mercelis  | -                             | -                       |
| 1957  | 1/4 de finale Gwen Thiele   | L. Coghlan M. Hellyer       | -                             | -                          | -                            | -                          | -                             | -                       |
| 1958  | 1/4 de finale M. McCalman   | L. Coghlan A. Mortimer      | -                             | -                          | -                            | -                          | -                             | -                       |
| 1959  | 1/4 de finale Judy Tegart   | B. Holstein Jan Lehane      | 2e tour (1/16) B. Venter      | Pat Hird C. Mercelis       | 1er tour (1/32) Hanna Sladek | S. Reynolds R. Schuurman   | -                             | -                       |
| 1960  | 1er tour (1/8) Beverley Rae | Robyn Ebbern M. Schacht     | -                             | -                          | -                            | -                          | -                             | -                       |
| 1961  | 1/4 de finale Maureen Pratt | Mary Bevis Jan Lehane       | 3e tour (1/8) Robyn Ebbern    | Maria Bueno Darlene Hard   | 1er tour (1/32) Merrill Mark | Chamberlain Viola White    | -                             | -                       |
| 1962  | 1er tour (1/8) Beverley Rae | Norma Marsh D. Whitely      | 3e tour (1/8) A. Seghers      | Ann Haydon Nell Truman     | 1er tour (1/32) L. Cawthorn  | Z. Körmöczy Věra Suková    | -                             | -                       |
| 1966  | -                           | -                           | -                             | -                          | -                            | -                          | 1er tour (1/32) Mary Pilliard | Carole Loop Peggy Moore |

Sous le résultat, la partenaire ; à droite, l’ultime équipe adverse.

### En double mixte
| Année | Championnat d'Australie      | Championnat d'Australie    | Internationaux de France      | Internationaux de France  | Wimbledon                   | Wimbledon                 | US National                | US National            |
| ----- | ---------------------------- | -------------------------- | ----------------------------- | ------------------------- | --------------------------- | ------------------------- | -------------------------- | ---------------------- |
| 1930  | Victoire Harry Hopman        | Marjorie Cox Jack Crawford | -                             | -                         | -                           | -                         | -                          | -                      |
| 1931  | 1/2 finale Harry Hopman      | Emily Hood A. Willard      | -                             | -                         | -                           | -                         | -                          | -                      |
| 1933  | 1/2 finale Harry Hopman      | M. Gladman E. Vines        | -                             | -                         | -                           | -                         | -                          | -                      |
| 1934  | 1/2 finale Harry Hopman      | Emily Hood Roy Dunlop      | -                             | -                         | -                           | -                         | -                          | -                      |
| 1935  | 2e tour (1/8) Harry Hopman   | K. Woodward R. Menzel      | -                             | -                         | Finale Harry Hopman         | Dorothy Round Fred Perry  | -                          | -                      |
| 1936  | Victoire Harry Hopman        | May Blick Abe Kay          | -                             | -                         | -                           | -                         | -                          | -                      |
| 1937  | Victoire Harry Hopman        | D. Stevenson D. Turnbull   | -                             | -                         | -                           | -                         | -                          | -                      |
| 1938  | 1/4 de finale Harry Hopman   | Nancye Wynne Colin Long    | -                             | -                         | -                           | -                         | -                          | -                      |
| 1939  | Victoire Harry Hopman        | M. Wilson John Bromwich    | -                             | -                         | -                           | -                         | -                          | -                      |
| 1940  | Finale Harry Hopman          | Nancye Wynne Colin Long    | -                             | -                         | -                           | -                         | -                          | -                      |
| 1946  | 1/2 finale Harry Hopman      | Joyce Fitch John Bromwich  | -                             | -                         | -                           | -                         | -                          | -                      |
| 1947  | 2e tour (1/8) Bill Talbert   | D. Jenkins R. McCarthy     | -                             | -                         | -                           | -                         | -                          | -                      |
| 1948  | 1/4 de finale Frank Sedgman  | Pat Jones Tom Warhurst     | -                             | -                         | -                           | -                         | -                          | -                      |
| 1949  | 1/2 finale Harry Hopman      | Joyce Fitch John Bromwich  | -                             | -                         | -                           | -                         | -                          | -                      |
| 1950  | 1/4 de finale Harry Hopman   | Joyce Fitch Eric Sturgess  | -                             | -                         | -                           | -                         | -                          | -                      |
| 1951  | 1er tour (1/16) Harry Hopman | Joyce Martin M. Anderson   | -                             | -                         | -                           | -                         | -                          | -                      |
| 1952  | 1/2 finale Ian Ayre          | Gwen Thiele Tom Warhurst   | 3e tour (1/8) Harry Hopman    | Hazel Redick Don Candy    | -                           | -                         | -                          | -                      |
| 1953  | 1er tour (1/8) J. Reid       | C. Borelli Brian Tobin     | 1er tour (1/32) C. Wilderspin | J. Amouretti H. Pellizza  | -                           | -                         | -                          | -                      |
| 1954  | -                            | -                          | 1/4 de finale Neale Fraser    | M. Connolly Lew Hoad      | -                           | -                         | -                          | -                      |
| 1956  | 1/4 de finale Esteban Reyes  | Mary Bevis Roy Emerson     | 2e tour (1/16) Rod Laver      | S. Schmitt Paul Jalabert  | -                           | -                         | -                          | -                      |
| 1957  | 1/4 de finale Anthony Ryan   | Fay Muller M. Anderson     | -                             | -                         | -                           | -                         | -                          | -                      |
| 1958  | 2e tour (1/8) B. Phillips    | Thelma Coyne T. Fancutt    | -                             | -                         | -                           | -                         | -                          | -                      |
| 1961  | -                            | -                          | -                             | -                         | 3e tour (1/16) Naresh Kumar | J. Bricka F. Froehling    | -                          | -                      |
| 1962  | -                            | -                          | 2e tour (1/16) B. Geraghty    | Heather Segal K. Diepraam | 2e tour (1/32) R. Nyyssönen | Darlene Hard Roger Taylor | -                          | -                      |
| 1966  | -                            | -                          | 1er tour (1/32) E. Gorostiaga | Jill Blackman W. Alvarez  | -                           | -                         | 1/4 de finale Bill Talbert | M. Schacht M. Mulligan |

Sous le résultat, le partenaire ; à droite, l’ultime équipe adverse.